# Mikhaïl Trakhman
Mikhaïl Anatolievitch Trakhman (en russe : Михаи́л Анато́льевич Тра́хман, Moscou, 5 octobre 1918 - Moscou, 1976) est un photographe photojournaliste russe. Mikhaïl Trakhman est connu comme photographe de la Grande Guerre patriotique. Il a travaillé pour RIA Novosti.

## Biographie
Il était déjà intéressé par la photographie en tant qu'écolier. En 1938, il devient reporter-photographe pour « Le journal du professeur ».
En 1939, il est appelé dans l'Armée Rouge et prend part dans la guerre d'Hiver. Il publie ses premières photographies dans des journaux moscovites à la fin des années 1930.
Sur le front de l'Est à l'heure de la Seconde Guerre mondiale, il est reporter-photographe au Sovinformburo et travaille pour le journal L'Étoile Rouge. Les plus célèbres de ses clichés de guerre sont ceux de cette série. Après la guerre, il travaille pour le magazine Ogoniok et pour l'Exposition des réalisations de l'économie nationale (VDNKh).

## Galerie

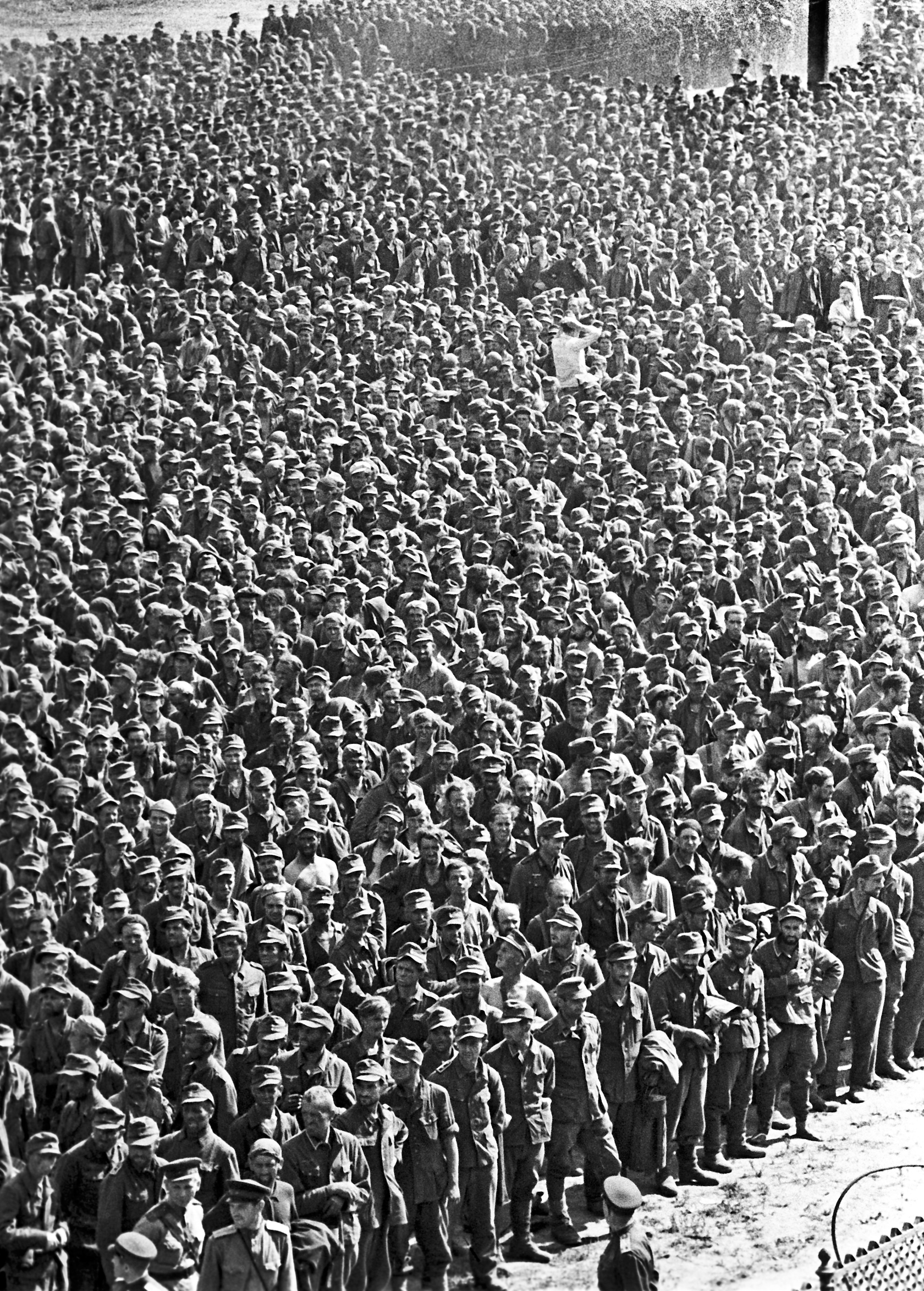
Prisonniers allemands à Moscou
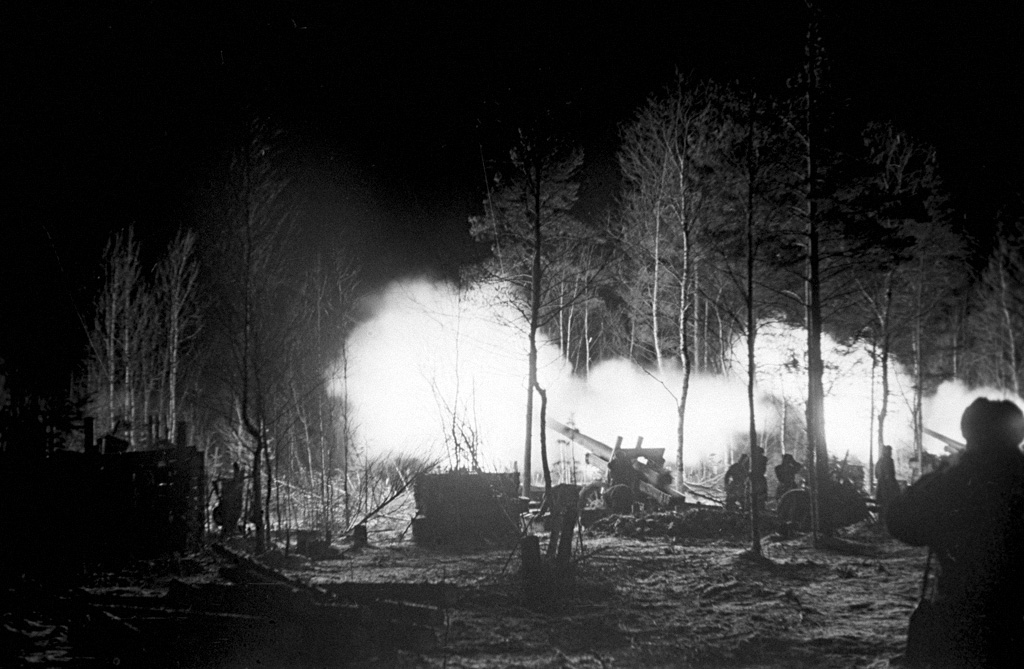
Offensive de Leningrad